# Gammaretrovirus
I Gammaretrovirus sono un genere della famiglia dei retroviridae.